# Балануца, Александр Александрович
Александр Александрович Балануца (укр. Олександр Олександрович Балануца; род. 1 ноября 1980, Кировоград) — украинский дипломат. Чрезвычайный и полномочный посол Украины в ОАЭ и представитель Украины при Международном агентстве по возобновляемым источникам энергии (IRENA) по совместительству с 21 июля 2025 года. Заместитель министра обороны Украины по европейской интеграции с 17 мая по 11 октября 2024 года. Чрезвычайный и полномочный посол Украины в Кувейте (2019—2024).

## Биография
Родился 1 ноября 1980 года в городе Кировоград.
В 2002 году окончил с отличием факультет иностранных языков Кировоградского государственного педагогического университета имени Владимира Винниченко.
В 2009 году получил степень магистра международного права, окончив с отличием Украинский государственный университет финансов и международной торговли.
В 2010 году защитил диссертацию на соискание учёной степени кандидата экономических наук по специальности «Деньги, финансы и кредит» в Киевском национальном университете имени Тараса Шевченко.
В 2023 году защитил диссертацию на соискание учёной степени доктора педагогических наук по специальности «Теория и методика профессионального образования» в Центральноукраинском государственном университете имени В. Винниченко. Название диссертации: «Теоретические и методические основы профессиональной подготовки будущих дипломатов как интеллектуального ресурса государства».
Кандидат экономических наук, почётный доктор ЗУНУ, доктор педогогических наук. Владеет украинским, русским, английским, испанским, арабским, изучает французский.
В 2003—2006 годах — работал на должностях главного специалиста, заведующего отделом, начальника отдела международного сотрудничества в Министерстве финансов Украины и Государственном комитете финансового мониторинга Украины.
В 2007—2012 годах — работал старшим преподавателем, доцентом кафедры банковского дела и финансового мониторинга факультета финансов и банковского дела Национального университета Государственной налоговой службы Украины.
В 2012—2015 годах — докторант Кировоградского государственного педагогического университета имени Владимира Винниченко.
В 2016—2019 годах — консул-руководитель Консульства Украины в городе Дубай, ОАЭ.
С 21 марта 2019 по 30 апреля 2024 года — чрезвычайный и полномочный посол Украины в Государстве Кувейт.
15 апреля 2019 года вручил верительные грамоты эмиру Государства Кувейт шейху Сабаху Аль-Ахмаду ас-Сабаху.
Чрезвычайный и полномочный посланник второго класса (2020).
С 17 мая по 11 октября 2024 года — заместитель министра обороны Украины по европейской интеграции.
С 21 июля 2025 года — чрезвычайный и полномочный посол Украины в Объединённых Арабских Эмиратах.
С 21 июля 2025 года — представитель Украины при Международном агентстве по возобновляемым источникам энергии (IRENA) по совместительству.